# هيرومو كانازاوا
هيرومو كانازاوا (باليابانية: 唐澤 大夢) (مواليد 24 أغسطس 1990)، هو لاعب كرة قدم كان يلعب كلاعب وسط.

## وصلات خارجية
- هيرومو كانازاوا على موقع Soccerway.com (الإنجليزية)